# Ігнатій (Брянчанінов)
Єпископ Ігнатій (у миру Дмитро Олександрович Брянчанінов рос. Дми́трий Алекса́ндрович Брянчани́нов, епи́скоп Игна́тий; 1807, с. Покровське, Вологодська губернія — 1867, Миколо-Бабаєвський монастир, Костромська губернія) — російський релігійний діяч, богослов, проповідник, єпископ Кавказький і Чорноморський Синодальної РПЦ.

## Біографія

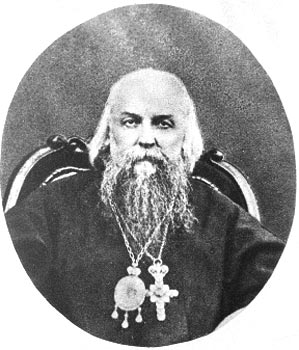
Святитель Ігнатій (Брянчанінов) у 1861 році

Народився в селі Покровське Грязовецького повіту Вологодської губернії Російської імперії (село нині в межах Юровського муніципального утворення Грязовецького р-ну Вологодської обл. РФ).
З раннього віку тягнувся до чернечого життя, любив молитися і читати духовні книги. Вчився він прекрасно і був першим учнем у класі. Здібності були найрізнобічніші — не тільки в науках, але й у малюванні, музиці. Родинні зв'язки ввели його у дім президента Академії мистецтв; тут, на літературних вечорах, він став улюбленим читцем і незабаром познайомився з Пушкіним та Криловим.
Займався вивченням філософії, намагаючись заспокоїти своє духовне томління, але не знайшов вирішення найголовнішого питання про істину і сенс життя. І тоді Дмитро звернувся до вивчення Святого Письма і православної віри у писаннях святих отців. Дмитро в Олександро-Невській лаврі (Петербург) знаходить щирих наставників, які розуміють його духовні потреби. Остаточний переворот у житті зробило знайомство зі оптинським старцем Леонідом (згодом ієромонах Лев Оптинський).
У 1826 р. здобув освіту в Миколаївському інженерному училищі (Петербург) зі званням поручика.
У 1827 році Дмитро залишає блиск і заможність аристократичного життя і, викликаючи найглибше здивування «світу» і невдоволення своїх батьків, йде у відставку. Згодом приймає чернечий постриг з ім'ям Ігнатій.
У 1833–1857 рр. архімандрит Ігнатій — настоятель Сергієвої пустині. У 1857 р. його хіротонісують у єпископа Кавказького. Через віспу святитель пішов на спокій і 1861 р. у Миколо-Бабаєвському монастирі вів усамітнене молитовне життя, створив багато відомих творів («Приношення сучасному чернецтву», «Отечник»), продовжував листування з духовними дітьми.

## Найважливіші твори
- Сочинения Епископа Игнатия (Брянчанинова). — Т. 1—3. Аскетические опыты. — CПб., 1886: Т. 1, Т. 2, Т. 3, Т. 4. Аскетическая проповедь и письма к мирянам, CПб., 1886. Т. 5. Приношение современному монашеству, CПб., 1886 (Викисклад)

## Нагороди
- 21 квітня 1851 р. — Орден Святого Володимира 3 ступеня[2];
- Орден Святої Анни 1 ступеня.

## Вшанування
Прославлений Російською православною церквою серед святителів на Помісному Соборі РПЦ 1988 року.
Пам'ять — 30 квітня за юліанським (13 травня за григоріанським) календарем.